# Nadja Kälin
Nadja Kälin (* 20. April 2001 in St. Moritz) ist eine Schweizer Skilangläuferin.

## Werdegang
Kälin, die für den SC Alpina St. Moritz startet, nahm von 2016 bis 2021 an U18- und U20-Rennen im Alpencup teil. Dabei belegte sie in der Saison 2019/20 und 2020/21 jeweils den zweiten Platz in der U20-Gesamtwertung. Bei den Junioren-Skiweltmeisterschaften 2019 in Lahti errang sie den 42. Platz im 15-km-Massenstartrennen und den 40. Platz im Sprint. Im folgenden Jahr holte sie bei den Junioren-Skiweltmeisterschaften in Oberwiesenthal die Goldmedaille mit der Staffel. Zudem kam sie dort auf den 38. Platz im Sprint, auf den 22. Rang im 15-km-Massenstartrennen und auf den 15. Platz über 5 km klassisch. Ihre besten Platzierungen bei den Junioren-Skiweltmeisterschaften 2021  in Vuokatti waren der sechste Platz im 15-km-Massenstartrennen und der vierte Rang mit der Staffel. Zu Beginn der Saison 2021/22 nahm sie in Ulrichen erstmals am Alpencup teil, wo sie den sechsten Platz über 10 km klassisch belegte. In Davos gab sie ihr Debüt im Weltcup, welches sie auf dem 69. Platz über 10 km Freistil beendete. Es folgten in St. Ulrich am Pillersee mit Platz drei über 10 km klassisch und Rang zwei im 10-km-Massenstartrennen ihre ersten Podestplatzierungen im Alpencup. Bei der Tour de Ski 2021/22 holte sie in Oberstdorf mit dem 19. Platz im 10-km-Massenstartrennen ihre ersten Weltcuppunkte. Im Januar 2022 holte sie in St. Ulrich am Pillersee über 10 km klassisch ihren ersten Sieg im Alpencup. Beim Saisonhöhepunkt, den Olympischen Winterspielen in Peking, belegte sie den 43. Platz über 10 km klassisch, den 21. Rang im Skiathlon und zusammen mit Laurien van der Graaff, Nadine Fähndrich und Alina Meier den siebten Platz in der Staffel. Bei den nachfolgenden U23-Weltmeisterschaften in Lygna lief sie auf den 38. Platz im Sprint, auf den fünften Rang über 10 km klassisch sowie auf den vierten Platz mit der Mixed-Staffel. Zum Saisonende gewann sie den Engadin Skimarathon und errang den zweiten Platz in der Gesamtwertung des Alpencups.

## Siege bei Continental-Cup-Rennen
| Nr. | Datum             | Ort                     | Disziplin                       | Serie    |
| --- | ----------------- | ----------------------- | ------------------------------- | -------- |
| 1.  | 9. Januar 2022    | St. Ulrich am Pillersee | 10 km klassisch Individualstart | Alpencup |
| 2.  | 8. Januar 2023    | Oberstdorf              | 20 km klassisch Massenstart     | Alpencup |
| 3.  | 22. Dezember 2023 | St. Ulrich am Pillersee | 20 km klassisch Individualstart | Alpencup |

## Teilnahmen an Weltmeisterschaften und Olympischen Winterspielen

### Olympische Spiele
- 2022 Peking: 7. Platz Staffel, 21. Platz 15 km Skiathlon, 43. Platz 10 km klassisch

### Nordische Skiweltmeisterschaften
- 2023 Planica: 32. Platz 15 km Skiathlon
- 2025 Trondheim: 5. Platz Staffel, 6. Platz 30 km Skiathlon, 8. Platz 10 km klassisch, 8. Platz 50 km Freistil Massenstart